# باب هود
باب هــود : هو أحد الأبواب السبعة لمدينة حمص ولم تبق من آثاره إلا بعض الحجارة, يرتبط اسمه بالنبي هود الذي يقع مقامه جنوب الباب، وهو أكبر الأبواب وأهمها ويعود لما قبل الفتح ويعتقد أنه «باب الجبل».
ويقع إلى الشمال من الباب المسدود وغرب مقام النبي هود الذي أُزيل بتاريخ 28/3/2004. وموقعه وسط شارع باب هود ويتّجه نحو الغرب ويؤدي إلى تلكلخ والحصن والمدن الساحلية ويعتبر منفذ تجاري من أسواق المدينة باتّجاه الساحل.
أشهر معالم حي باب هود :
جامع الزاوية : يطل على ساحة الزاوية في قلب باب هود وكانت الساحة مسرحاً للمظاهرات السلمية في بداية الثورة ، المسجد الذي تم تجديده وتوسعته
على حديثا .
جامع التوبة : يقع في منتصف شارع باب هود الرئيسي الواصل بين شارع أبو العوف وشارع هاشم الأتاسي عند مبنى الخيام
جامع التلة : الذي أخذ أسمه من التلة التي يقع عليها ، يقع في شارع النادي الحمصي أو ( التلة ) أو ( الميتم الإسلامي ) يمتد من مبنى السرايا
ويصل حتى قلعة حمص ، كان شارع التلة يضم مبنى الميتم الإسلامي القديم ومدرسة الوليدية القديمة ومدرسة سيد قريش قبل هدمه في عام 2010 وتحويل المكان إلى مواقف سيارات
جامع القاسمي : يقع بين سوق الخضرة والسوق المسقوف الأثري
مدرسة المسعودية ، الزاوية النقشبندية ، سوق الحشيش ( سوق الخضرة ) السوق المسقوف
ملاحظة : (هود : كلمة كنعانية قديمة تعني : المجد)
تميز حي باب هود بعذابة مظاهراتهم، ومن إبداعاتهم: